# 長井健司
長井 健司（ながい けんじ、1957年〈昭和32年〉8月27日 - 2007年〈平成19年〉9月27日）は、愛媛県今治市出身の映像ジャーナリスト。APF通信社所属。
2007年9月27日、ミャンマーのヤンゴンで軍事政権に対する僧侶・市民の反政府デモを取材中、軍兵士に至近距離から銃撃され死亡したと報道されている。

## 経歴
愛媛県立今治西高等学校を卒業後、東京経済大学経済学部に進学。卒業後にアメリカに1年間留学した。元々はミュージシャン志望であった。日本に帰国して映像ジャーナリスト（カメラマン、リポーター、執筆家の複合職種）として活躍する前はアルバイトで生活していたという。日本テレビ報道特捜プロジェクトのディレクターなどを経て、1997年よりAPF通信社（東京都港区赤坂に所在）の契約記者として活動。常々「誰も行かないところに誰かが行かなければ」と語りパレスチナ紛争、イラク戦争、アフガニスタン空爆などを現地取材し戦争の本質を捉えた映像を撮り続けた。

## 映像作品
「バーンロムサイ」（13分 2000年）
親からHIV感染した孤児たちが暮らすタイ・チェンマイ郊外の施設「バーンロムサイ」を訪ね、子供たちと施設スタッフの暮らしを取材したドキュメント作品。
ETV2001「急増するエイズ孤児 〜 タイ・75000人の子どもたち～」（44分 2001年）
上記作品と同様のテーマを自ら撮影した映像をもとにスタジオで解説、報告する番組。
「イラク戦争 バグダッド陥落」（54分 2003年）
米軍によるバグダード進攻前後の市街を撮影した現地報告。手術を受けたイラク人少年のために、アンマンからバグダードまで大量の紙オムツを運んでいくエピソードが含まれている。
「家に灯った原爆の火」（16分 2004年）
原爆投下後の広島から炎を懐炉に移して持ち帰った元兵士を訪ね、被爆時の状況と被爆者自身の戦後の葛藤について取材したドキュメント作品。

## ミャンマー軍による殺害
長井は、反政府デモを取材するため2007年9月25日にミャンマーに観光ビザで入国した。27日、ヤンゴンのスーレー シャングリ・ラ ホテル （旧トレーダース ホテル）から数ブロック離れたスレー・パゴダ近くでデモを撮影していたが、軍の治安部隊がデモ隊に発砲した際に長井を射殺した。さらに、別の外国人ジャーナリストも負傷した。
当初ミャンマー政府は治安部隊が発砲した際に前からの流れ弾に当たったと説明した。しかし日本のテレビでも放送された別の角度から映されたビデオは、背後から近づいた軍人が至近距離で長井を撃ったと思われる姿を捉えていた（ただし、至近距離から撃たれた場合に残る火傷や火薬の粒子などは確認されていないという）。
警察庁の発表では銃弾は左腰背部から右上腹部に抜け、肝臓を損傷し大量の出血を引き起こしたと伝えられている。
テレビ報道によれば、政府による監視者が長井の周りについていたとされる。監視者はミャンマーでは珍しく携帯電話を持っていることから私服の治安部隊員とされて、長井の様子を携帯電話のカメラで撮っていた様子も映像に映っていた。デモ隊の一部が銃撃されているところを木の陰からカメラに収めていた様子も語られている。監視者が長井の行動を兵士に携帯電話で逐一伝えていたとされる。ミャンマー政府による監視者が兵士に射殺命令を下していたという指摘もある。
長井が撮影に使用したカメラはミャンマー政府に取り上げられており、日本側はカメラの返還を求めている。また、長井と生前親交の深かった日本テレビの木下黄太らによって結成された「ミャンマー軍による長井さん殺害に抗議する会」は、ミャンマー政府に対して、長井のカメラとテープを返却するよう求める署名活動を行い、四回忌の2010年9月27日までに合計13万7千人以上の署名を集めて、在日本ミャンマー大使館に届けた。当初、在日本ミャンマー大使館は、同会の署名簿提出に無反応であり、同会はゲートの隙間から署名簿を投入する形をとったが、4回目となる四回忌での提出の際、初めて大使館職員が日本人職員とともにゲート外に出てきて対応し、直接署名簿を受け取った。さらに、返還された遺品の中には手帳があったが、一部が破り取られていたことからカメラと共に何らかの記録が残っていて、それをミャンマー政府が隠蔽したと指摘されている。
長井の一周忌の翌日にあたる2008年9月28日、毎日新聞は同社が入手したミャンマー軍の機密文書で軍当局が兵士に対しデモ現場にいるカメラ所持者を銃撃するよう指令を出していたことが明らかになり、「最重要射撃対象者」と位置付けられていた。長井の銃撃が偶発的になされたのではなく、軍の組織的な指令によるものだったと報じた。
事件から15年が経過した2023年4月、カメラがようやく返還された。映像には、長井が交差点で撮影開始後、国軍が到着し人々が慌ただしく動き、子供が歩道に駆け寄る姿などが映っていた。

### 反応
- 国境なき記者団は長井の殺害を非難した。ワシントン支局長のルーシー・モリロンは「彼が撃たれた時、カメラを手にしていてジャーナリストと識別出来た筈だ」と語った[15]。
- 日本外国特派員協会もミャンマー政府と治安部隊による、長井殺害をはじめとした暴力の使用を非難した[16]。
- アメリカのコンドリーザ・ライス国務長官は高村外相と会談した際「国際社会は平和なデモ参加者が殺されて、傷つけられるのを許容する事は出来ない」と発言している。
- ミャンマー国営紙チェーモンは2007年10月13日付の記事にて、「観光ビザで入国したために起きた悲劇。ジャーナリストとして活動するならば、適切な申請を行うべきであった」と批判した[17][18][19]。
- 2007年12月7日、国連人権理事会のパウロ・ピネイロ（英語版）特別報告官はミャンマー軍事政権による民主化要求デモの武力弾圧による犠牲者を長井を含めて31人と発表し、軍事政権が発表した15人と言う数字を否定した[20]。
- 2008年4月7日、ロイター通信カメラマンのアドリース・ラティーフが撮影した写真で長井が射殺されたシーンがピューリッツァー賞ニュース速報写真部門に選ばれた[21]。

#### 日本政府の対応
- 福田康夫首相は「長井さんが亡くなられた事はまことに残念で、お悔やみを申し上げます」と述べた。一方で「直ちに制裁するかどうかはもう少し状況を見極めてから」と言葉を濁した[22]。
- 町村信孝官房長官は「日本政府は弾圧的な実力行使をしないように求めてきましたが、邦人が巻き込まれて犠牲になった事は極めて遺憾であります。ミャンマー政府に強く抗議します」と述べると共に「事件の真相究明をミャンマー政府に求めていく」と発言した。更に「在留邦人の安全確保のため、適切な対処を求める」と述べた。外務省は30日に薮中三十二外務審議官をミャンマーに派遣。ネピドーでチョー・サン情報相、マウン・ミン副外相と会談した際に長井の死亡について強く抗議したが、サン情報相は「デモを解散させる中で偶発的に起きた事件」と強調した[23]。
- 高村正彦外務大臣はニューヨークの国連本部でミャンマーのニャン・ウィン（Nyan Win）外相と会談を行い、「平和的デモに強圧的な実力行使が行われ、日本人が死亡した。大変遺憾であり強く抗議する」と述べ、ウィン外相が謝罪した。また「報道の映像で見る限り、至近距離から射殺されており決して流れ弾のようなものではない。真相解明を強く求める」と発言した[24]。
- 2007年11月26日に警視庁中野警察署の捜査本部は複数の映像を解析した結果、一番近くにいた兵士によって至近距離からライフル銃で射殺されたと断定した[7]。警視庁は撃った兵士を国外犯として捜査し、撃った兵士が所属する部隊を特定する方針を固めている。2008年1月11日、警視庁組織犯罪対策2課は長井の遺体の肉片や体脂肪組織の溶け具合を鑑定した結果、一番近くにいた兵士が至近距離からライフル銃で長井を射殺したという鑑定結果を正式に発表した。警視庁はこのライフル銃は引き金を引くと高圧ガスが発射されるタイプであると鑑定した[25]。2月16日、捜査本部は外務省との合同チームで捜査員をミャンマーに派遣することを決定。合同チームはミャンマー側に証拠映像などの鑑定結果を提示したがミャンマー側は「至近距離ではなくあくまで10m以内から発射されたものであり、発砲は合法的」として日本側の鑑定結果を全面的に否定し、双方の見解は埋まらなかった。